# Promesse de mandat territorial

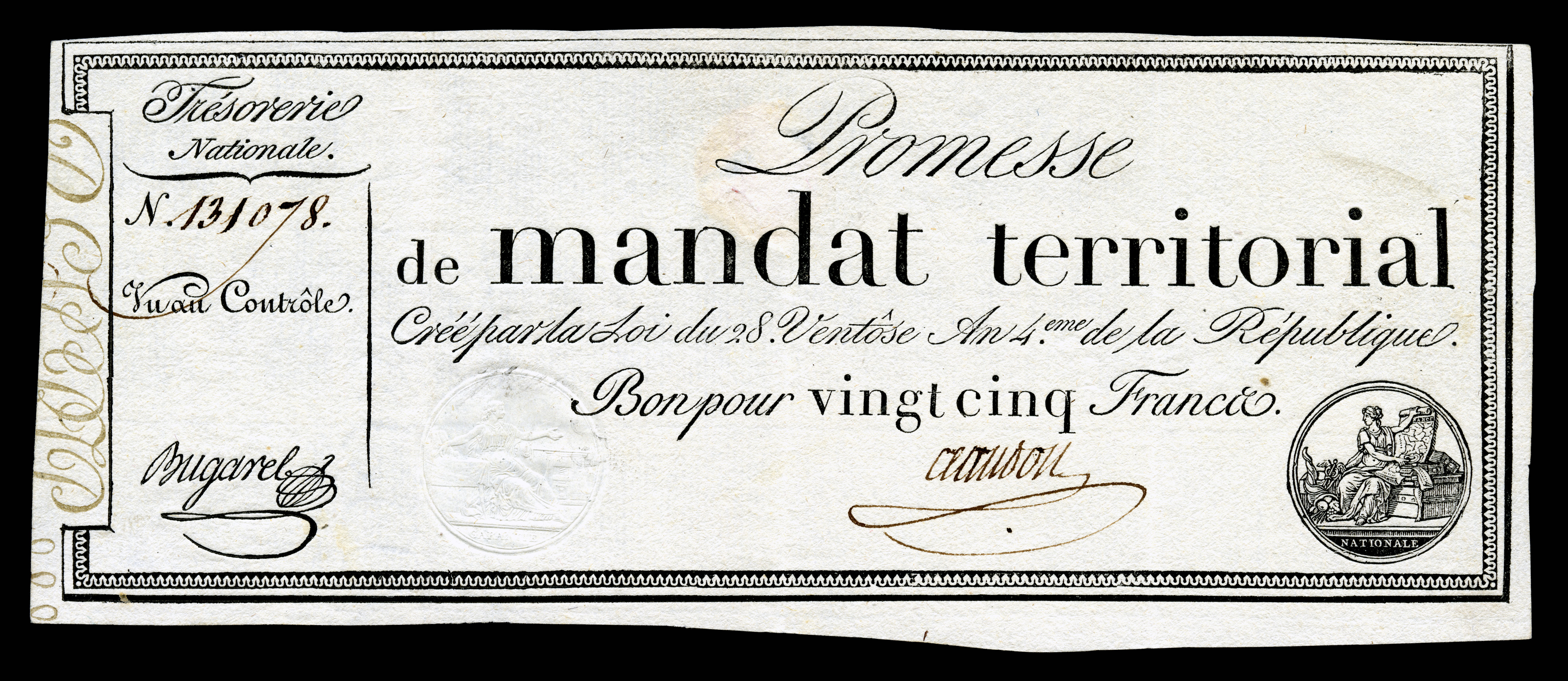
Mandat territorial de 25 francs.

La promesse de mandat territorial (ou mandat territorial), est une monnaie fiduciaire mise en place sous la Révolution française en mars 1796 en remplacement de l'assignat. Il fut démonétisé le 4 février 1797.

## Principe

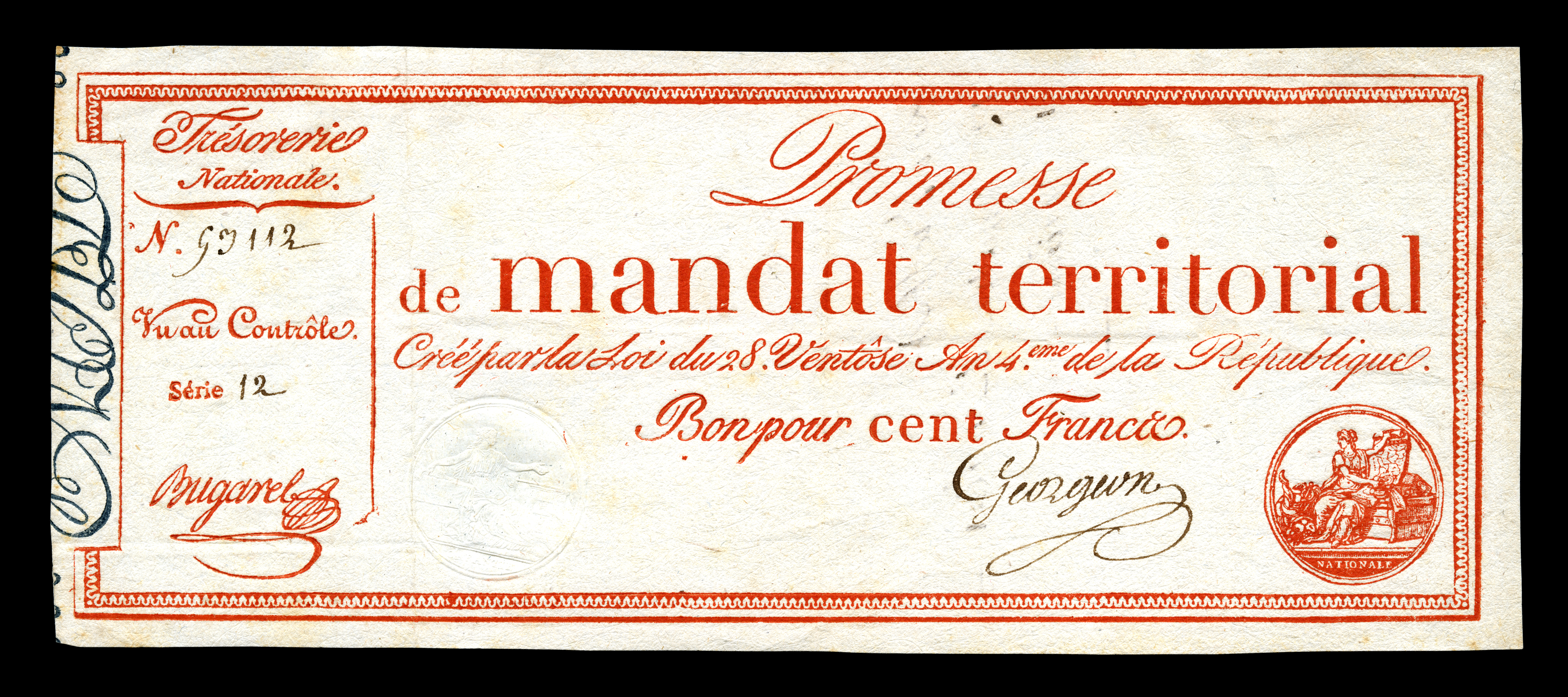
Mandat territorial de 100 francs.

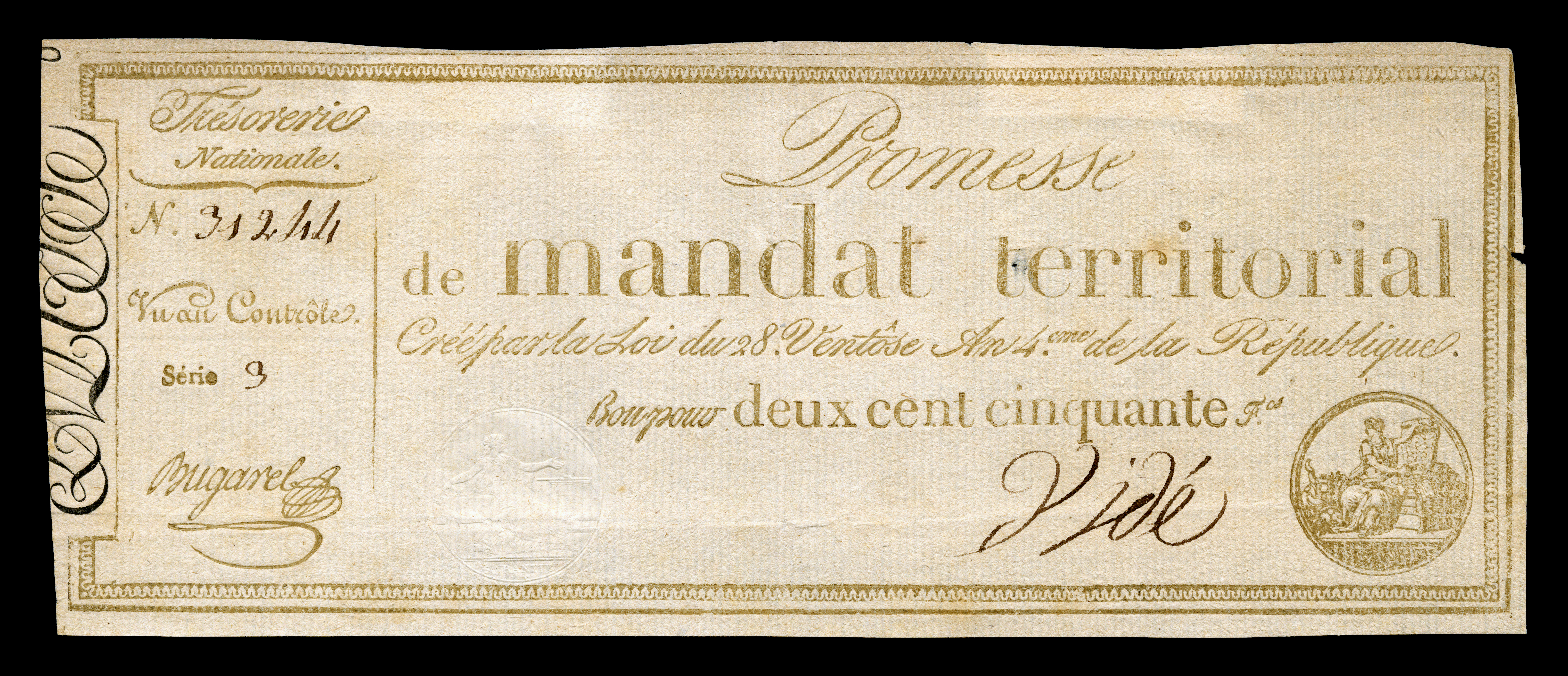
Mandat territorial de 250 francs.

Le système de l'assignat se dégrade et place le Directoire devant une seule issue : le supprimer. En effet, en janvier 1796, le cours auquel s'échangeait l'assignat sur le marché parallèle (espèces métalliques argent et or contre papier monnaie), bien qu'interdit, condamne la France à une inflation exponentielle et à une paralysie économique : l’assignat a perdu 99 % de sa valeur. L'assignat est finalement démonétisé le 30 pluviôse de l'an IV (19 février 1796).
Le 28 ventôse an IV (18 mars 1796), l'assignat est définitivement remplacé par un nouveau système, la « promesse de mandat territorial » (pour les grosses valeurs) ou « mandat territorial » (pour les petits montants), inspiré par les rescriptions de l'emprunt forcé émises depuis décembre 1795 et dont l’État se servait pour régler ses opérations courantes.
L'échange se fait sur la base de 30 francs assignat contre 1 franc en mandat. Sur le marché noir, le cours laisse apparaître un taux de 300 contre 1, ce qui condamne le nouveau titre dès son émission. 
L'émission de mandats est relayée le lendemain par le décret du 29 ventôse de l’an IV (19 mars 1796) qui proclame le cours forcé des rescriptions de l'emprunt forcé, donnant aux émissions papier, jusqu'alors de simples reconnaissances de dette publique, un montant libératoire équivalant à 60 millions de francs. Rescription et mandat renvoyaient de toutes façons à un même système : suppléer à l'absence d'espèces métalliques.
Sur quoi reposait cette promesse et donc ce mandat ?
Comme pour les assignats, les mandats sont gagés ou hypothéqués sur les ventes potentielles de Biens nationaux restant encore disponibles sur la liste civile : forêts, domaines, immeubles, etc. Comme précédemment, leur cours est fixé par l'administration mais le volume émis dépasse rapidement le volume de ventes réalisées par l’État.
La masse totale imprimée représente plus de 514 millions de francs.

## Descriptif

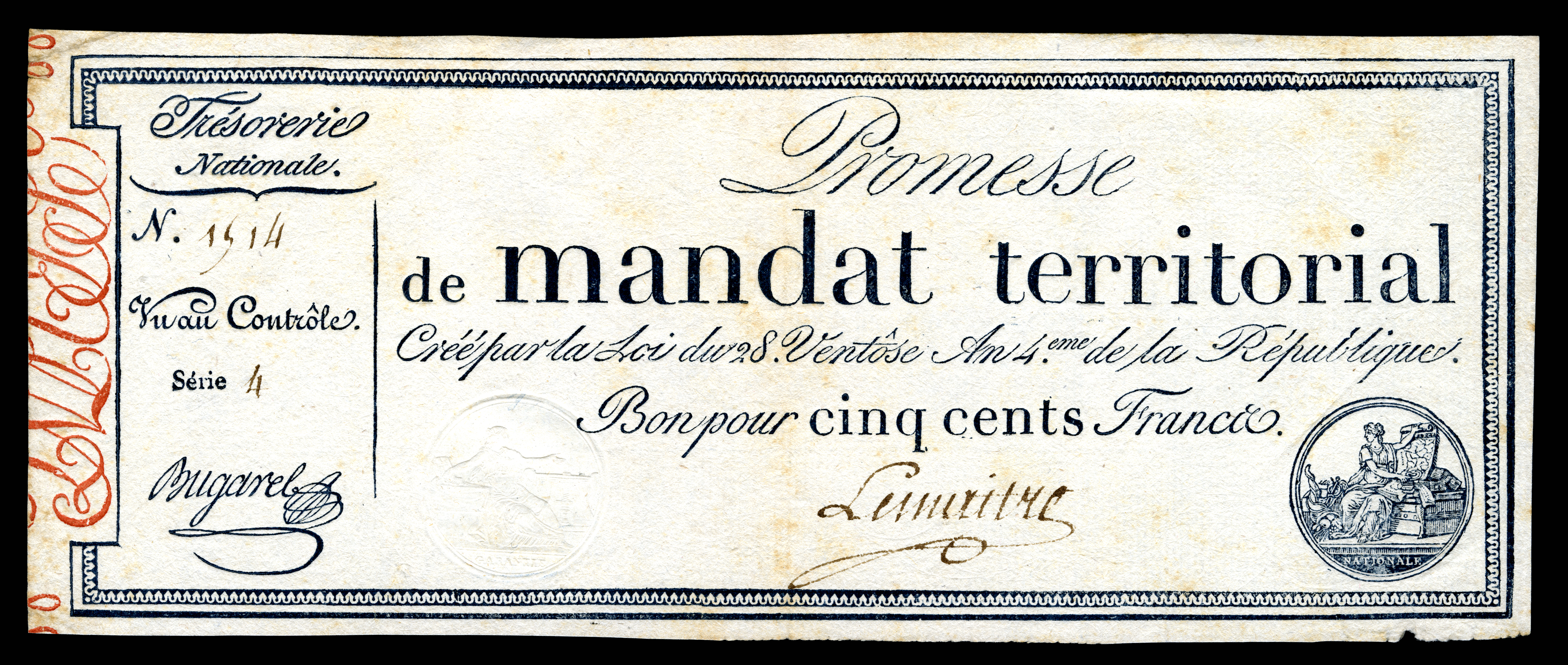
Mandat territorial de 500 francs.

Deux types de coupures existent, la « promesse de mandat territorial » et le « mandat territorial », imprimées suivant un jeu de couleurs afin d'éviter la contrefaçon, laquelle était punie de mort.
- Dédiée aux sommes supérieures à 10 francs, la « promesse de mandat territorial » émise par la Trésorerie Nationale se présente sous la forme d'un rectangle format chéquier (86 × 225 mm) imprimé sur une seule face avec des encres de couleurs différentes, sur papier crème, comportant un texte précisant la somme, les conditions légales, une numérotation et deux signatures (typographiée et à la main), enfin un timbre sec, un timbre humide et un talon comportant un mot tronqué imprimé en couleur.

On trouve des coupures de 25 (noire, talon bistre), 100 (rouge), 250 (jaune) et 500 (noir, talon rouge) francs.
- Le mandat territorial est d'un format rectangulaire plus petit (54 × 82 mm) et ne comporte pas de signature manuscrite.

On trouve des coupures de 5 (gris) et 10 (rouge) francs.

## Fin du système
Se dépréciant encore plus rapidement que l'assignat, le mandat territorial est démonétisé le 4 février 1797. 
Par ailleurs, de nouvelles espèces métalliques argent et or sont mises en circulation, du fait des premières victoires militaires. Enfin, de nouvelles formes de monnaies fiduciaires servant de règlement dans le cadre des grosses transactions, s'échangent sur les places de Paris et Lyon, des effets commerciaux émis entre autres par la Caisse des comptes courants, créée en 1796, et la Caisse d'escompte du commerce, créée en 1797, qui seront absorbées par la Banque de France. 
À partir de 1803, la Banque de France va progressivement prendre le monopole d'émission et imprimer ses propres billets, garantis, payables et échangeables au porteur à Paris et dans ses succursales.